# Ćandrajama
Ćandrajama – to hinduistyczny ślub religijno-ascetyczny dotyczący ilości przyjmowanych pokarmów.
Ćandrajama polega na zwiększaniu ilości pożywienia w czasie przybierania Księżyca i na zmniejszaniu ilości pożywienia w czasie ubywania Księżyca. W dzień pełni doza pożywienia jest maksymalna, a w dzień nowiu minimalna. Zmniejsza się czy zwiększa ilość pokarmu o 1/15 porcji i zjada tylko jeden posiłek na dobę. W efekcie nów księżyca to pełna głodówka, a pełnia to pełny maksymalny posiłek.